# FM (album)
FM – trzeci album zespołu Mafia wydany w 1996 roku.
Płyta zyskała status platynowej i sprzedała się w ilości ponad 150 000 egzemplarzy. Związek Producentów Audio-Video ocenił sprzedaż albumu na certyfikat złotej płyty.

## Lista utworów
1. "Intro" – 0:15
2. "W świetle dnia" – 4:47
3. "Nic przeciw nam" – 3:55
4. "Szalona piosenka o lataniu" – 3:24
5. "Ciągłe dokąd" – 3:07
6. "Słowa za wszystko" – 4:12
7. "Mokniesz" – 4:02
8. "Imię deszczu" – 4:18
9. "I coś w tym jest" – 3:31
10. "Głos o północy" – 2:55
11. "Noc za ścianą" – 3:13
12. "Nasze ślady" – 4:09
13. "Proszę zapomnij się" – 4:58

## Autorzy
- Andrzej Piaseczny "Piasek" – śpiew
- Tomasz Banaś – gitara
- Tomasz Bracichowicz – instrumenty klawiszowe
- Marcin Korbacz – perkusja
- Paweł Nowak – gitara basowa
- Zdzisław Zioło – gitara

gościnnie
- Monika Ambroziak – chórki
- Mariusz Bogdanowicz – kontrabas
- Krzysztof Kasowski "Kasa" – rap (11)
- Piotr Kominek – loopy
- Wiesław Pieregorólka – sekcja smyczkowa
- Michał Przytuła – loopy
- José Torres – instrumenty perkusyjne